# 대량 고객화
대량 고객화(mass customization, 매스커스터마이제이션)는 맞춤화된상품과 서비스를 대량생산을 통해 비용을 낮춰 경쟁력을 창출하는 새로운 생산과 마케팅 방식을 말한다. 대량 맞춤(화)라고도 한다.

## 같이 보기
- 델
- 인더스트리 4.0
- 긴 꼬리
- 메일 머지
- 제조업
- 개인화
- 제품 차별화
- 제품 관리
- 프로슈머
- 3차원 인쇄
- 구조도